# Calamin grand cru
Pour les articles homonymes, voir Calamin.
Le Calamin est un vin blanc de Lavaux, région viticole du canton de Vaud en Suisse. Il est protégé par une appellation d'origine contrôlée grand cru.

## Histoire

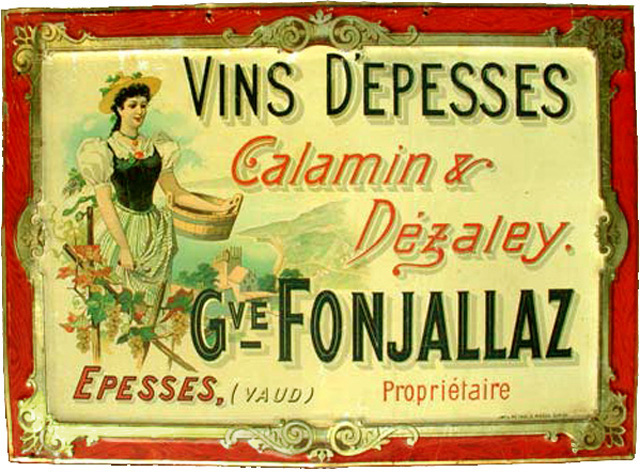
Vieille étiquette de vin d'Épesses

Ce site, dominant le lac Léman, a été traversé par une voie romaine. Couvert de vignes au Moyen Âge, Épesses dépendait du prieuré bénédictin de Lutry. 
Au cours de l'époque bernoise, le village, rattaché au bailliage de Lausanne, formait l'un des quarts de la commune de Villette, il y comptait pour deux tiers, Crêt pour l'autre tiers. La commune fut créée en 1824 se substituant à la confrérie médiévale. 
Traversé par deux lignes de chemins de fer, par une route à grand trafic et une autoroute, Epesses est un village-rue au milieu du vignoble s'étageant des bords du Léman (Calamin grand cru) à environ 850 mètres.
Calamin et Dézaley sont les premiers sites viticoles en Suisse à s'être vus attribuer, en 2009, la mention AOC Grand Cru,.

## Étymologie
Calamin tirerait son origine soit du patronyme Calame (du latin calamus = scribe), soit d'un anthroponyme germanique (Galaman = chanter et manna = homme).

## Situation géographique

### Orographie
Ce vignoble de Lavaux fait partie avec le Dézaley des deux appellations les plus prestigieuses du canton. Il est accroché sur des terrasses à pente abrupte, façonnées par l'homme, qui descendent jusqu'au lac Léman. Les vignes y reçoivent trois soleils : « celui du ciel, celui des murs et celui de la réverbération du lac ». Les raisins qui y mûrissent sont plus structurés et plus riches en sucre.

### Géologie
Ce terroir viticole a été modelé lors de la glaciation du Würm par le glacier du Rhône et le dépôt de ses moraines, 62 % des vignes sont implantées sur celles-ci. Dans le secteur d'Épesses, la langue glaciaire a érodé à Dézelay un substrat marno-gréseux qu'elle a recouvert de moraines, et dégagé les molasses argileuses sur les pentes de Calamin.

### Climat
Le maximum des températures est atteint au cours des mois de juin, juillet et août, les minima en décembre, janvier et février.
| Mois                              | jan. | fév. | mars | avril | mai  | juin | jui. | août | sep. | oct. | nov. | déc. |
| --------------------------------- | ---- | ---- | ---- | ----- | ---- | ---- | ---- | ---- | ---- | ---- | ---- | ---- |
| Température minimale moyenne (°C) | −2,3 | −1,2 | 0,3  | 3,5   | 7,1  | 10,3 | 11,6 | 11,3 | 9    | 5,4  | 1,8  | −1,1 |
| Température maximale moyenne (°C) | 3,5  | 5,3  | 9,2  | 13,5  | 17,6 | 21,8 | 24,6 | 23,7 | 20,3 | 13,9 | 8    | 4,2  |

## Vignoble

### Présentation

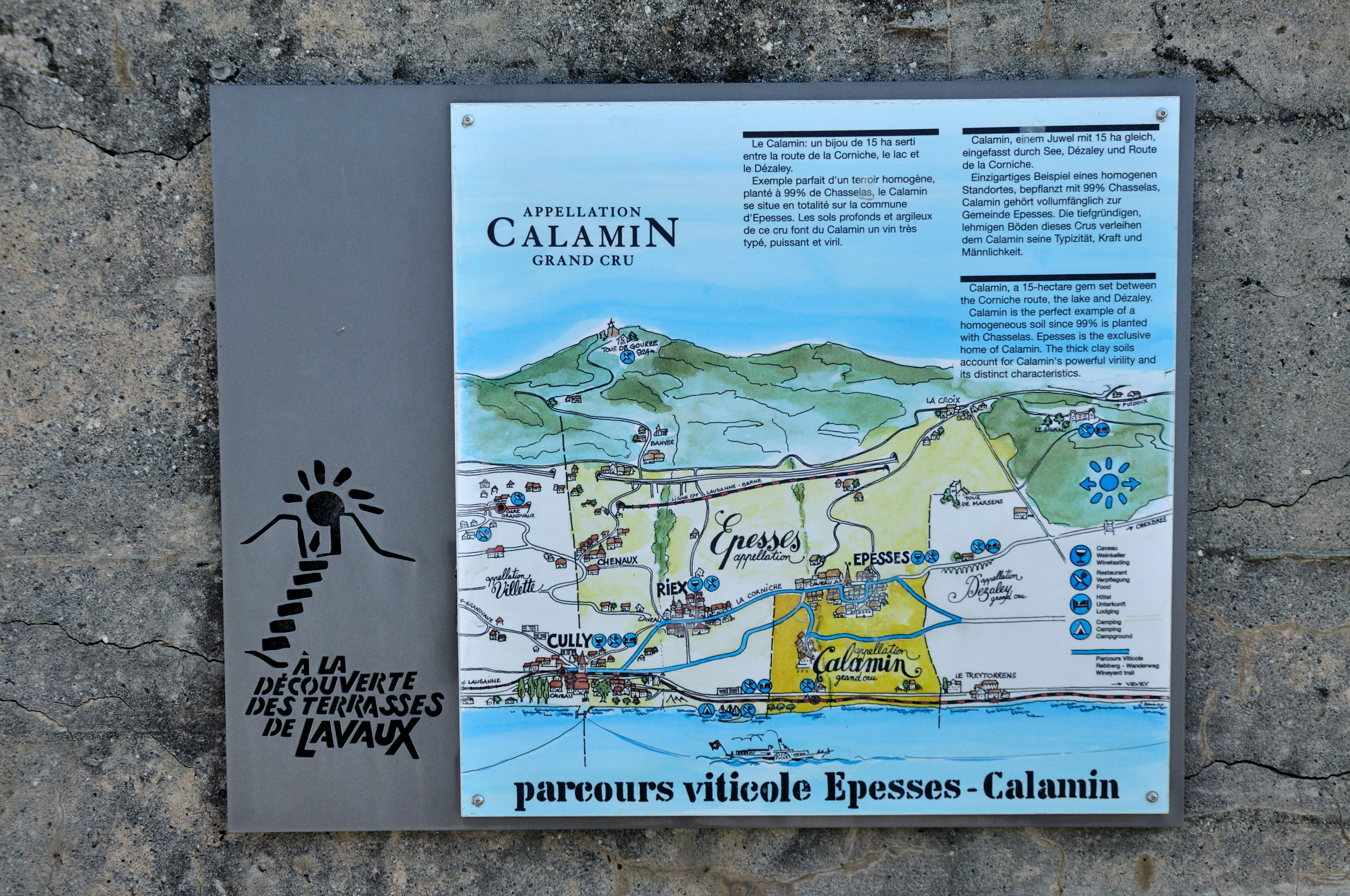
Le terroir de Calamin

Le terroir viticole cet AOC couvre 16 hectares et se trouve sur la commune de Bourg-en-Lavaux.

### Encépagement
Le principal cépage vinifié est le chasselas.

### Méthodes culturales et réglementaires
L'obtention de la mention grand cru est liée au terroir ou à la commune dont est issue la vendange. Ce nom doit être mentionné sur l'étiquette. De plus, il est obligatoire que cette récolte provienne à 90 % de ce terroir ou de cette commune, seuls sont admis, dans les 10 % restants, des chasselas issus d'un autre terroir régional.
Réglementairement, la teneur naturelle en sucre doit être au minimum supérieure de 5°Oe. De plus, la mention du millésime est obligatoire sur l'étiquetage. Cultivé manuellement, ce vignoble a une densité de plantation de 7 000 pieds à l'hectare, il est taillé soit en guyot soit en cordon de Royat.

### Vinification et élevage
Dans la vinification en blanc la fermentation se déroule en dehors de tout contact avec les parties solides de la vendange (pépins, peaux du raisin, rafles). Le but de cette vinification est de faire ressortir le maximum des arômes contenus d'abord dans le raisin, ensuite en cours de fermentation, enfin lors du vieillissement. 
L'extraction du jus et sa séparation des parties solides peuvent être précédés par un éraflage, un foulage et un égouttage, pour passer ensuite au pressurage. Mais ces phases sont évitées par nombre de vinificateurs pour éviter l'augmentation des bourbes. Le choix se porte sur une extraction progressive du jus puis un débourbage qui permet d'éliminer toute particule en suspension. La maîtrise des températures s'impose lors de la fermentation alcoolique. Elle se déroule entre 18 et 20° et dure entre 8 et 30 jours selon le type de vin désiré.

### Terroir et vins

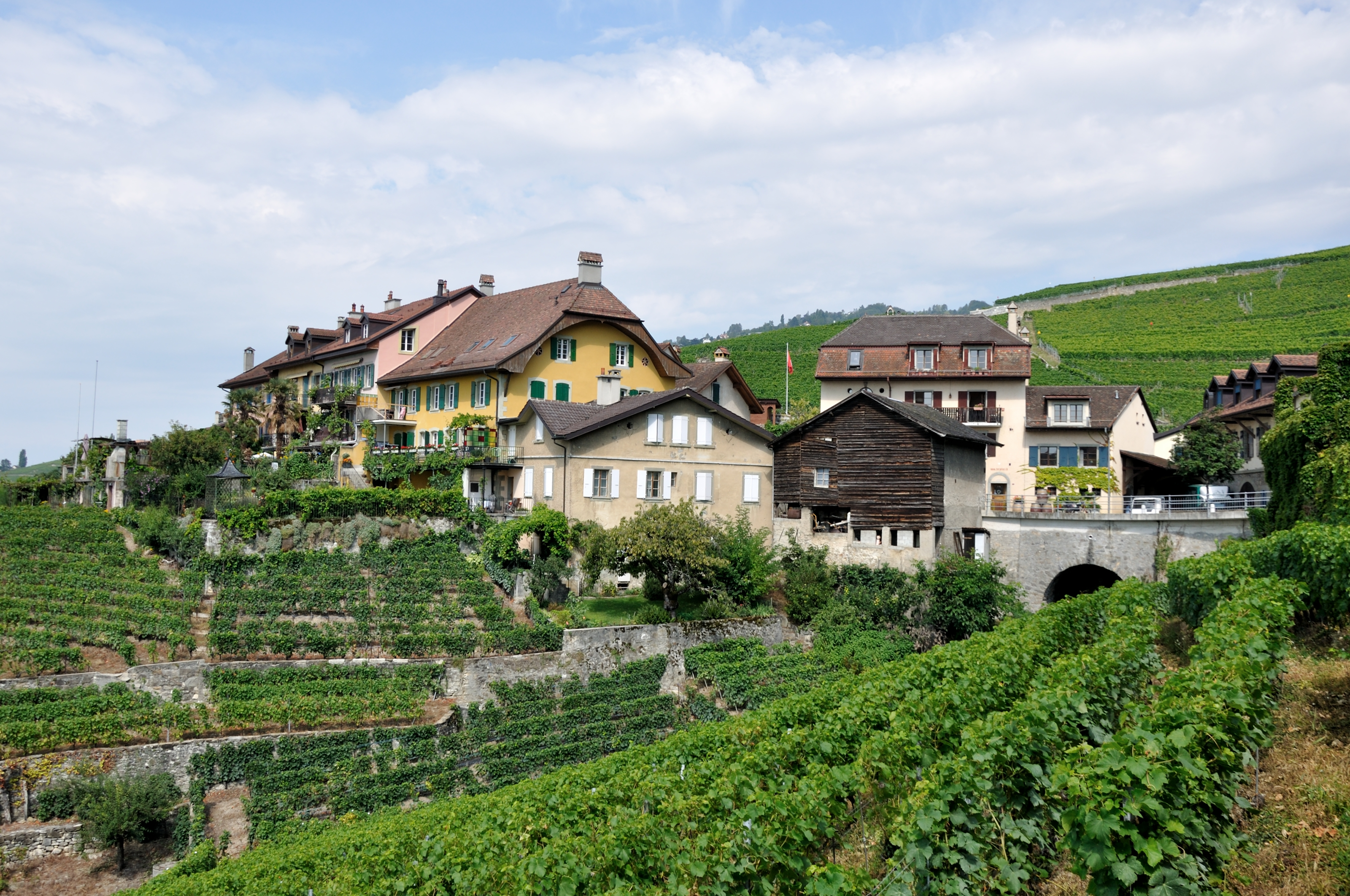
Village et vignobles de Bourg-en-Lavaux.

L'altitude et le gradient jouent un rôle déterminant dans la qualité du vin de Calamin. Le vignoble qui affleure la surface du lac s'élève en flèche de 300 mètres avec des gradients pouvant atteindre 90 %. Ce grand cru, dont le terroir homogène est caractérisé par des sols profonds et argileux, possède des vins racés, puissants et virils aux multiples facettes aromatiques. Les notes minérales s'allient avec une chaleur en bouche où perce le caramel. À l'agitation, il tapisse le palais d'une saveur séveuse jointe à une pointe d'amertume,.

### Structure des exploitations
La petitesse de ce terroir fait qu'il est partagé entre plusieurs petits producteurs dont une union vinicole et une commune.

### Type de vins et gastronomie
Ce grand cru est apprécié à l'apéritif et se révèle parfait en accompagnement des poissons du lac (perche, omble chevalier, fera). Sa structure et sa puissance (12,5°), lui permette de mettre en valeur les viandes blanches, les salades de saison ainsi que les fromages à pâtes dures, en particulier le jeune gruyère. Sa température idéale de service se situe entre 10 et 12 °C. Il s'épanouit en bouteille entre 2 et 5 ans.

### Liste des producteurs
Voici quelques producteurs de l'AOC grand cru Calamin :
| Commune   | Cave |
| --------- | --- |
| Chardonne | Neyroud-Fonjallaz |
| Épesses   | Xavier Fonjallaz, Didier et Jean-Jacques Rouge, Gaillard et fils, Claude et Alexandre Duboux, Paley Jean-Claude et fils                               |
| Cully     | Domaine Louis Bovard, Union Vinicole de Cully, Ponnaz et fils, Pierre Fonjallaz, Sébastien Badoux, Weber Francis et fille, Commune de Bourg-en-Lavaux |
| Riex      | Denis Fauquex, Philippe Baehler, Marc-Henri Duboux |
| Grandvaux | Domaine Croix Duplex, Simon et Maude Vogel |
| Lutry     | J. et M. Dizerens |

## Distinction
Le vignoble de Calamin fait partie des vignobles en terrasses classés par l'UNESCO au patrimoine mondial de l'humanité.